# Capital Tower (Singapur)
Der Capital Tower (chinesisch 资金 资金) ist ein 52-stöckiger Wolkenkratzer mit 255 Meter Höhe, der im Jahr 2000 im Finanzviertel Shenton Way-Tanjong Pagar in Singapur fertiggestellt wurde. Er ist derzeit der fünfthöchste Wolkenkratzer der Stadt. Früher als Hauptsitz der POSB Bank geplant, ging das Eigentum an dem Gebäude auf den Immobilienentwickler CapitaLand über und wurde dann nach dem Unternehmen benannt.
Der Capital Tower hat 52 Stockwerke und fünf doppelstöckige Shuttle-Aufzüge. Die Aufzüge können 3.540 kg tragen und mit einer Geschwindigkeit von 10 Meter pro Sekunde fahren. Das Gebäude fällt nachts optisch auf, da das Logo und einige Gebäudeteile alle paar Sekunden das Licht wechseln.
In der obersten Etage des Turms befindet sich der China Club. Einem exklusiven Retroclub im 30er Jahre Shanghai-Stil. Der Club verfügt über eine Bar, ein Restaurant mit privaten Speisesälen und Tagungsräume. Der Club wurde am 19. Mai 2001 eröffnet.
Ankermieter des Capital Tower ist die Government of Singapore Investment Corporation.